# Aleš Faix
Aleš Faix (* 26. ledna 1956 Olomouc) je český skladatel, jazzový klavírista a publicista.

## Životopis
Od roku 1962 žije v Praze. Na klavír se učil pod vedením prof. Františka Kůdy. Kromě aktivní hudební činnosti je také publicista. Po absolvování Právnické fakulty Univerzity Karlovy v roce 1979 pracoval krátce v ČTK. V 80. letech 20. století byl hudebním recenzentem v denících Práce a Mladá fronta, po roce 1989 působil jako redaktor v Zemských novinách, Svobodném slově, magazínu Práva, Blesku a Rytmu života. V současné době je přispěvatelem internetového serveru musicweb.cz

### Období se skupinou Jazz Fragment Praha
V roce 1975 založil s houslistou Milanem Pěkným (nar. 1953) jazzrockový kvintet Jazz Fragment Praha. Tento experimentální soubor byl českou odpovědí na tvorbu průkopnického kvintetu Mahavishnu Orchestra (kromě britského kytaristy Johna McLaughlina ji tvořil klavírista českého původu Jan Hammer, irský basista Rick Laird, americký houslista Jerry Goodman a bubeník panamského původu Billy Cobham). Jazz Fragment Praha se věnoval od počátku výhradně vlastní tvorbě. Aleš Faix je autorem většiny kompozic Jazz Fragmentu, velký prostor při aranžování také dostali i jeho spoluhráči v kvintetu.
V roce 1977 Jazz Fragment vystoupil na Československém amatérském jazzovém festivalu v pražské Lucerně a během následujících dvou let hrál i na Pražských jazzových dnech, které pořádala Jazzová sekce Svazu hudebníků České republiky. Skupina též pravidelně koncertovala v jazzových klubech Reduta a Parnas. V polovině 80. let vystoupil Jazz Fragment se zpěvačkou Janou Hruškovou na pražské Vokalíze. Je jednou z nejdéle existujících jazzových kapel, kromě vlastních skladeb hraje i technicky náročné skladby francouzských jazzových houslistů – Jean-Luc Pontyho, Didiera Lockwooda a Stéphana Grappelliho. V roce 1987 vychází kapele první deska Anaconda, na které hostuje zpěvačka Jana Koubková. V roce 1992 následuje druhé album Otevřený dopis, na němž hostuje mimo jiné i baskytarista Pavel Ryba. Ten si zahrál o 20 let později i na zatím poslední desce Jazz Fragmentu – Jízda na tygru.

### Období se skupinou Plástev
Od roku 1978 působí také jako klavírista a skladatel v dalším experimentálním jazzovém kvintetu Plástev. Motivem k jeho vzniku byl jam session s hráčem na elektrifikovaný basklarinet Eduardem Kuhnem. Tento nástroj byl tehdy v jazzu neznámý a díky němu dostala Plástev do vínku nové zvukové i improvizační možnosti. Plástev si za první dekádu existence vytvořila vlastní koncertní program, v roce 1986 vyjela na krátké turné do Itálie, pak se ale kvůli časové zaneprázdněnosti její členové na čtvrtstoletí rozešli. Impulzem k obnovení Plástve se staly 55. narozeniny kapelníka v roce 2011, kdy se podařilo navázat na původní tvorbu a pokračovat s novými skladbami. Výsledkem je autorské CD Světlo na začátku tunelu, které vyšlo v roce 2014 vlastním nákladem kapely. V roce 2020 vydává skupina v pořadí druhé studiové album nazvané Sršní námluvy.

### Sólová tvorba
V březnu roku 2020 nahrál Aleš Faix v prostorách společnosti Petrof klavírní videorecitál vlastních autorských skladeb. Projekt nazvaný Klavírem proti koronaviru zveřejnil na youtube kanálu.

## Diskografie

### Jazz Fragment Praha
- Anaconda (1987)
- Otevřený dopis (1992)
- Jízda na tygru (2012)
- Jazz Fragment na vlnách Českého rozhlasu (2016) – remastrované nahrávky z 80. let, vlastním nákladem

### Plástev
- Světlo na začátku tunelu (2014)
- Sršní námluvy (2020)